# Campeonato Sudamericano de Voleibol Femenino Sub-21 de 2022
El Campeonato Sudamericano de Voleibol Femenino Sub-21 de 2022 fue la XXV edición del torneo de selecciones femeninas de voleibol categoría sub-20 pertenecientes a la Confederación Sudamericana de Voleibol (CSV). Se llevó a cabo del 17 al 21 de agosto de 2022 en la ciudad de Cajamarca, Perú, otorgando dos plazas para el próximo Campeonato Mundial de Voleibol Femenino Sub-21. Fue el primer Sudamericano juvenil a realizarse luego de la pandemia de COVID-19, y el primero en adoptar el formato de Sub-21 en lugar de Sub-20, adaptándose así a los cambios dispuestos por la FIVB.

### País anfitrión y ciudad sede
El 14 de octubre de 2020, durante el 74° Congreso Ordinario y Extraordinario de la Confederación Sudamericana de Voleibol, se decidió que Perú fuese sede del Sudamericano femenino U20 de piso, originalmente previsto a realizarse en febrero de 2021. Tras la posterior cancelación  de los torneos a causa de la pandemia de COVID-19, la CSV volvió a ratificar la sede en su Congreso siguiente. La ciudad de Cajamarca se había postulado originalmente para ser sede del torneo en marzo de 2021, contando con la experiencia de haber organizado el Campeonato Sudamericano de Voleibol Femenino de 2019, siendo confirmada como sede en marzo de 2022 por la Federación Peruana de Voleibol.
| CajamarcaCajamarca, ciudad sede del Campeonato Sudamericano de Voleibol Femenino Juvenil de 2022. | Cajamarca                              |
| ------------------------------------------------------------------------------------------------- | -------------------------------------- |
| CajamarcaCajamarca, ciudad sede del Campeonato Sudamericano de Voleibol Femenino Juvenil de 2022. | Coliseo Gran Qhapaq Ñan                |
| CajamarcaCajamarca, ciudad sede del Campeonato Sudamericano de Voleibol Femenino Juvenil de 2022. | Capacidad: 8 000 espectadores          |
| CajamarcaCajamarca, ciudad sede del Campeonato Sudamericano de Voleibol Femenino Juvenil de 2022. | Este es el coliseo más grande del Perú |

### Formato de competición
Los seis equipos participantes se dividieron primero en dos grupos de tres equipos cada uno, enfrentados en un sistema de todos contra todos. Los dos primeros equipos de cada grupo se enfrentarán en semifinales en forma cruzada (el ganador de un grupo contra el ubicado en segunda posición del otro), enfrentándose luego los ganadores en una final.

#### Clasificación al Mundial Sub-21
Los dos primeros del certamen lograron la clasificación al Campeonato Mundial de Voleibol Femenino Sub-21 (ex-Mundial Sub-20) a disputarse en 2023.

## Equipos participantes
El torneo contó con la participación de 6 selecciones.
- Argentina
- Brasil
- Colombia
- Chile
- Perú (Anfitrión)
- Uruguay

### Grupos
| Grupo A  | Grupo B   |
| -------- | --------- |
| Brasil   | Argentina |
| Colombia | Perú      |
| Chile    | Uruguay   |

## Resultados
- Las horas indicadas corresponden al huso horario local del Perú: UTC-5.

### Fase de grupos
– Clasificados a las semifinales.      – Eliminados.

#### Grupo A
| Pos. | Equipo   | Partidos | Partidos | Partidos | Pts. | Sets | Sets | Sets  | Puntos | Puntos | Puntos |
| Pos. | Equipo   | PJ       | PG       | PP       | Pts. | SG   | SP   | Ratio | PG     | PP     | Ratio  |
| ---- | -------- | -------- | -------- | -------- | ---- | ---- | ---- | ----- | ------ | ------ | ------ |
| 1    | Brasil   | 2        | 2        | 0        | 6    | 6    | 0    | MAX   | 150    | 108    | 1.388  |
| 2    | Colombia | 2        | 1        | 1        | 3    | 3    | 4    | 0.750 | 147    | 162    | 0.907  |
| 3    | Chile    | 2        | 0        | 2        | 0    | 1    | 6    | 0.166 | 133    | 163    | 0.815  |

| Fecha¹       | Hora  | Equipo 1 | Res.  | Equipo 2 | Set 1 | Set 2 | Set 3 | Set 4 | Set 5 | Total   | Reporte |
| ------------ | ----- | -------- | ----- | -------- | ----- | ----- | ----- | ----- | ----- | ------- | ------- |
| 17 de agosto | 18:00 | Brasil   | 3 – 0 | Colombia | 25-14 | 25-23 | 25-22 |       |       | 75 – 59 | CSV     |
| 18 de agosto | 18:00 | Brasil   | 3 – 0 | Chile    | 25-16 | 25-16 | 25-14 |       |       | 75 – 46 | CSV     |
| 19 de agosto | 18:00 | Colombia | 3 – 1 | Chile    | 25-20 | 25-22 | 13-25 | 25-20 |       | 88 – 87 | CSV     |

#### Grupo B
| Pos. | Equipo    | Partidos | Partidos | Partidos | Pts. | Sets | Sets | Sets  | Puntos | Puntos | Puntos |
| Pos. | Equipo    | PJ       | PG       | PP       | Pts. | SG   | SP   | Ratio | PG     | PP     | Ratio  |
| ---- | --------- | -------- | -------- | -------- | ---- | ---- | ---- | ----- | ------ | ------ | ------ |
| 1    | Argentina | 2        | 2        | 0        | 5    | 6    | 2    | 3.000 | 189    | 144    | 1.312  |
| 2    | Perú      | 2        | 1        | 1        | 4    | 5    | 3    | 1.666 | 173    | 149    | 1.161  |
| 3    | Uruguay   | 2        | 0        | 2        | 0    | 0    | 6    | 0.000 | 81     | 150    | 0.540  |

| Fecha¹       | Hora  | Equipo 1  | Res.  | Equipo 2  | Set 1 | Set 2 | Set 3 | Set 4 | Set 5 | Total    | Reporte |
| ------------ | ----- | --------- | ----- | --------- | ----- | ----- | ----- | ----- | ----- | -------- | ------- |
| 17 de agosto | 20:00 | Perú      | 3 – 0 | Uruguay   | 25-8  | 25-16 | 25-11 |       |       | 75 – 35  | CSV     |
| 18 de agosto | 20:00 | Perú      | 2 – 3 | Argentina | 26-24 | 27-25 | 18-25 | 19-25 | 8-15  | 98 – 114 | CSV     |
| 19 de agosto | 20:00 | Argentina | 3 – 0 | Uruguay   | 25-12 | 25-22 | 25-12 |       |       | 75 – 46  | CSV     |

### Fase final

##### Partido por el 5.º y 6.º puesto
| Fecha        | Hora | Equipo 1 | Res.  | Equipo 2 | Set 1 | Set 2 | Set 3 | Set 4 | Set 5 | Total   | Reporte |
| ------------ | ---- | -------- | ----- | -------- | ----- | ----- | ----- | ----- | ----- | ------- | ------- |
| 20 de agosto |      | Chile    | 3 – 0 | Uruguay  | 25-17 | 25-16 | 25-19 |       |       | 75 – 52 | CSV     |

#### Clasificación1.eral 4.º puesto
|  | Semifinales | Semifinales |   |      | Final                     | Final |  |
|  |             |             |   |      |                           |       |  |
|  |             |             |   |      |                           |       |  |
|  | Perú        | 0           |   |      |                           |       |  |
|  | Brasil      | 3           |   |      |                           |       |  |
|  |             |             |   |      |                           |       |  |
|  |             |             |   |      |                           |       |  |
|  |             |             |   |      | Brasil                    | 3     |  |
|  |             | Argentina   | 0 |      |                           |       |  |
|  |             |             |   |      |                           |       |  |
|  |             |             |   |      |                           |       |  |
|  |             |             |   |      | Partido 3.er y 4.º puesto |       |  |
|  |             |             |   |      |                           |       |  |
|  | Argentina   | 3           |   | Perú | 2                         |       |  |
|  | Colombia    | 0           |   |      | Colombia                  | 3     |  |

##### Semifinales
| Fecha        | Hora  | Equipo 1  | Res.  | Equipo 2 | Set 1 | Set 2 | Set 3 | Set 4 | Set 5 | Total   | Reporte |
| ------------ | ----- | --------- | ----- | -------- | ----- | ----- | ----- | ----- | ----- | ------- | ------- |
| 20 de agosto | 18:00 | Argentina | 3 – 0 | Colombia | 25-23 | 25-19 | 25-13 |       |       | 75 – 65 | CSV     |
| 20 de agosto | 20:00 | Perú      | 0 – 3 | Brasil   | 23-25 | 15-25 | 16-25 |       |       | 54 – 75 | CSV     |

##### Partido por el3.ery 4.º puesto
| Fecha        | Hora | Equipo 1 | Res.  | Equipo 2 | Set 1 | Set 2 | Set 3 | Set 4 | Set 5 | Total     | Reporte |
| ------------ | ---- | -------- | ----- | -------- | ----- | ----- | ----- | ----- | ----- | --------- | ------- |
| 21 de agosto |      | Perú     | 2 – 3 | Colombia | 25-23 | 25-19 | 21-25 | 23-25 | 11-15 | 105 – 107 | CSV     |

##### Final
| Fecha        | Hora | Equipo 1 | Res.  | Equipo 2  | Set 1 | Set 2 | Set 3 | Set 4 | Set 5 | Total   | Reporte |
| ------------ | ---- | -------- | ----- | --------- | ----- | ----- | ----- | ----- | ----- | ------- | ------- |
| 21 de agosto |      | Brasil   | 3 – 0 | Argentina | 25-10 | 25-11 | 25-14 |       |       | 75 – 35 | CSV     |

## Clasificación general
| Pos.              | Selección |
| ----------------- | --------- |
| Medalla de oro    | Brasil    |
| Medalla de plata  | Argentina |
| Medalla de bronce | Colombia  |
| 4                 | Perú      |
| 5                 | Chile     |
| 6                 | Uruguay   |

## Distinciones individuales
Al culminar la competición la organización del torneo entregó los siguientes premios individuales:
- Jugadora más valiosa (MVP) y segunda mejor atacante

 Helena
- Mejor atacante

 Milena Margaría
- Mejores centrales

 Juliana (primera)
 Génesis Rodriguez (segunda)
- Mejor opuesta

 Alondra Alarcón
- Mejor Armadora

 María Clara
- Mejor líbero

 Victoria Caballero